# Нупе (держава)
Нупе — африканське державне утворення, що існувало в Західній Африці. 1856 року перетворено на емірат Біда.

## Історія
Перший період історії відомий лише з напівлегендарної усної традиції народу нупе. Спочатку являло собою плем'яне утворення, яке, можливо, XIII ст. прийшло з півночі. Головним племен була тапа. Першим вождем союзу нупе був напівміфічний Тзоеде, син Іди і доньки вождя Нку.
Державне формування сягає 1531 року, коли вождь Едегі під впливом сусідніх держав Боргу і Бенін сформував власні органи управління.
З самого початку являло собою агресивне утворення. Вже Едегі почав загарбницькі війни проти Ойо на південному заході. Уже в 1540-х роках встановлено зверхність над Ойо. Тривала боротьба з Боргу за домінування в басейні річки Нігер. Військові кампанії проти Беніну швидко припинилися.
У 1555 році військо Нупе зазнало поразки від коаліції Ойо і Боргу. З цього часу починається ослаблення держави. Втім володарі Нупе й далі воювали з сусідами приблизно до початку XVII ст. — до поразки Нупе. До середини цього століття Нупе визнала зверхність Ойо. Наприкінці XVII ст. ецу Валії першим приймає іслам.
В середині поринули в міжусобні війни. В результаті в 1769 році Нупе розділилося на східну державу з центром у місті Гбара і західну — з містом Раба. Намагаючись здобути підтримку від держав хауса правитель Джибірі у 1770 році оголошує іслам державною релігією, активно поширюючи його серед своїх підданих. Водночас починається боротьба за здобуття незалежності від Ойо. Остаточно це вдалося за панування Ма'адзу наприкінці XVIII ст.
З 1818 року внаслідок боротьби за владу в середині держави починається занепад Нупе. Невдовзі вона визнає зверхність емірату Гванду, який був частиною халіфату Сокото. 1841 року до влади приходить фульбеська династія. Другий її представник — Усман Закі перетворює державу Нупе на емірат Біда.

## Територія
Держава Нупе лежала в середній частині річки Нігер та його притоку Кадуна. Площа за приблизними підрахунками становила 21 310 км².

## Устрій
На чолі стояв ецу (володар), якому належала вища політична, військова та судова влада. Значний вплив мали плем'яні вожді, що утворювали раду. Основною рисою суспільного ладу в XV—XVI століттях було поєднання ранньофеодальних державних інститутів з формами кланово-родових організацій. У XVII столітті відбувається розвиток феодальних відносин.
Перший центр держави, за легендами, був поблизу впадання річки Кадуна в Нігер.

## Економіка
Основу становили скотарство та посередницька торгівля, частково землеробство. Остання лише з XVII ст. набуває розвитку, коли активно застосовується рабська праця. Торгівля переважно йшла спочатку через бенінських торгівців, згодом через порти Ойо. З держав хауса вивозили рабів, харчі, сіль тощо.